# Köklax järnvägsstation

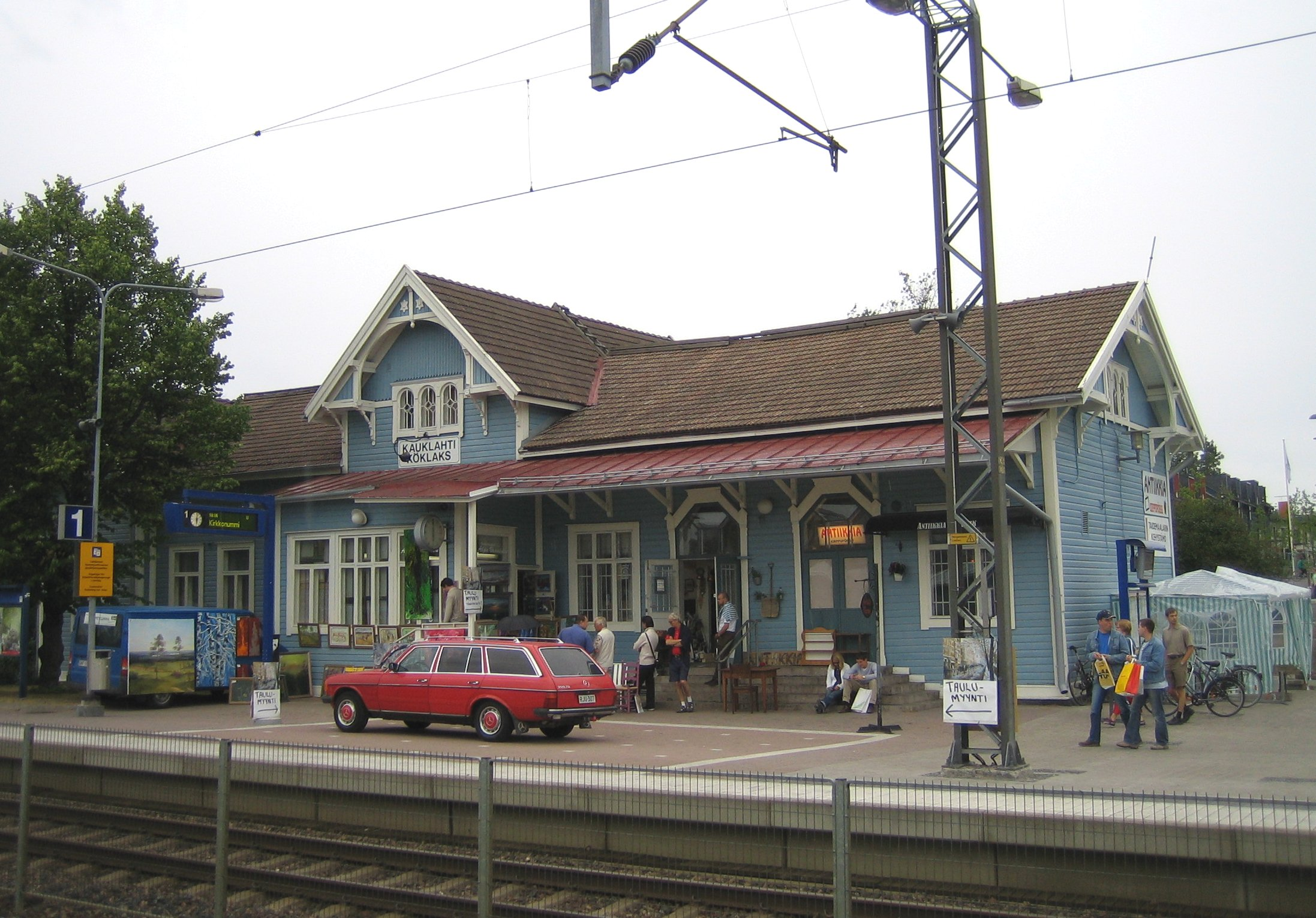
Köklax järnvägsstation i Esbo.

Köklax järnvägsstation  (fi. Kauklahden rautatieasema) är en järnvägsstation på Kustbanan Åbo-Helsingfors i den finländska staden Esbo i stadsdelen Köklax. Vid stationer stannar huvudstadsregionens närtrafiks närtåg S (Helsingfors-Kyrkslätt), U (Helsingfors-Kyrkslätt), L (Helsingfors-Kyrkslätt) och E (Helsingfors-Köklax). Stationsbyggnaden byggdes i trä 1903 efter ritningar av arkitekt Bruno Granholm. 